# BFM TV
BFM TV és un canal de televisió de temàtica informativa, d'estil 3/24, francès. Pertany al grup Altice. S'emet en francès, pot veure's per la TDT, per cable, satèl·lit o per ADSL. Els països que cobreix són: França, Suïssa, Bèlgica i Mònaco. Fou creada el 28 de novembre del 2005 i d'ençà se situa (segons dades del 2008 del Médiamétrie) com el canal d'informació més vist a França. El seu principal competidor és CNews, del grup Canal + francès. Actualment, existeixen dos canals BFM TV. El primer és el principal, dedicat a la informació general. El segon, BFM TV BUSSINES, es dedica com el seu nom indica a donar informació sobre economia.